# Trirachys gloriosus
Trirachys gloriosus är en skalbaggsart som beskrevs av Aurivillius 1924. Trirachys gloriosus ingår i släktet Trirachys och familjen långhorningar.
Artens utbredningsområde är Filippinerna. Inga underarter finns listade i Catalogue of Life.